# Rhinolambrus hayamaensis
Rhinolambrus hayamaensis is een krabbensoort uit de familie van de Parthenopidae. De wetenschappelijke naam van de soort is voor het eerst geldig gepubliceerd in 1965 door Sakai.